# TON 618
TON 618 — сверхъяркий  радиогромкий квазар, расположенный вблизи Северного полюса Галактики в созвездии Гончие Псы. С квазаром связана сверхмассивная чёрная дыра массой 66 млрд масс Солнца.

## История
Объект был открыт в 1957 году в рамках исследования тусклых голубых звёзд (в основном белых карликов), расположенных вне плоскости Млечного Пути. Понятие квазара оформилось только в 1963 году, поэтому природа объекта на момент его открытия оставалась неясной. На фотографиях, снятых 70-сантиметровым телескопом Шмидта в обсерватории Тонанцинтлы (англ. Tonantzintla Observatory) в Мексике, объект был обозначен под номером «618» и описан как «определённо фиолетовый».
В 1970 году институт радиоастрономии в Болонье обнаружил радиоизлучение из TON 618,  после чего объект был идентифицирован как квазар. Мари-Элен Ульрих в обсерватории Мак-Доналд при наблюдении за TON 618 зафиксировала эмиссионные линии, типичные для квазара. Красное смещение (z) превышало 2,2, то есть TON 618 был очень удалённым объектом, и на тот момент (1976 год) являлся одним из самых ярких квазаров.

## Сверхмассивная чёрная дыра
Предполагается, что у квазара TON 618 имеется аккреционный диск горячего газа, вращающегося вокруг гигантской чёрной дыры в центре галактики. По оценкам, расстояние до квазара составляет 3,18 гигапарсек или 10,37 млрд световых лет. Галактика, в центре которой находится квазар, не видна с Земли из-за яркости самого квазара. Абсолютная звёздная величина квазара равняется −30,7, его светимость составляет 4×1040 Вт, что в 140 триллионов раз превышает солнечную.
Эмиссионные линии в спектре TON 618 необычно широкие, что означает, что газ в аккреционном диске перемещается с очень высокой скоростью, около 7000 км/с. Масса чёрной дыры составляет 66 млрд масс Солнца.